# 斑紋似裸綿鳚
斑紋似裸綿鳚，為輻鰭魚綱鱸形目绵鳚亞目绵鳚科的其中一種，分布於西北太平洋的鄂霍次克海海域，屬底棲性魚類，棲息深度在水深30至175公尺，體長可達13.4公分，生活習性不明。

## 扩展阅读
維基物種上的相關：斑紋似裸綿鳚